# Manuel Michelena Iguarán
Manuel Michelena Iguarán (Renteria, Guipuzcoa, 28 de octubre de 1940-San Sebastián, 22 de febrero de 2025) fue un ingeniero industrial y político español.

## Biografía
Nació en la localidad guipuzcoana de Renteria (1940). Completó los estudios en Ingeniería Industrial. Sus inicios en la política se remontan a la Transición, donde se afilió a Unión del Centro Democrático (UCD). Posteriormente  fue diputado foral (1981-1982); Juntero (1999-2011); y concejal del Partido Popular en los Ayuntamientos de Usúrbil (2003-2007), y de Lizarza (2007-2011).
Asumió cargos directivos del Partido Popular del País Vasco en dos ocasiones: sustituyendo a las parlamentarias por Guipúzcoa, María San Gil (2008) y Arantza Quiroga (2015).
Falleció en San Sebastián, el 22 de febrero de 2025, a los 84 años.